# 陳明遇
陳明遇（？—1645年），崇禎末年任江陰典史。因反對剃髮令，在江陰與閻應元合作，殺清军七万五千人，斬親王三人，城破後，清兵憤而屠城，是為江阴八十一日。

## 生平
顺治二年（弘光元年，1645年），江阴降清，知县林之骥去职，新任江陰知縣方亨佈告全縣遵從剃髮令，诸生倡議反對，許用等在孔子廟明伦堂共同立誓道：“頭可斷，髮决不可剃！”。
闰六月初二，江陰士民擒殺方亨，明遇被推舉為領導人，倡義抗清。二十一日，清贝勒博洛命刘良佐包围江阴城，七月初一，开始攻城。七月九日，陳明遇迎前任典史閻應元入城主兵，守城戰鬥激烈異常，孤軍堅守八十一日。城破後，明遇放火燒死其家男女四十三人。復持刀與清軍作殊死戰，身负重创身死，僵立墙邊。
城破後，博洛下令屠城三日，幸存者仅五十三人。《江阴城守后纪》总结：“有明之季，士林无羞恶之心。居高官、享重名者，以蒙面乞降为得意；而封疆大帅，无不反戈内向。独陈、阎二典史乃于一城见义。向使守京口如是，则江南不至拱手献人矣。”